# Alan's Psychedelic Breakfast
«Alan's Psychedelic Breakfast» és la cinquena i última cançó de l'àlbum Atom Heart Mother del grup britànic de rock progressiu Pink Floyd. L'Alan del títol no és pas com s'ha cregut molt Alan Parsons, sinó Alan Styles, un roadie (encarregat de l'equip) del grup.

## Composició
És un tema instrumental amb tres parts: Rise and Shine, Sunny Side Up (fragment escrit i tocat per David Gilmour amb Richard Wright als teclats) i Morning Glory. El tema fou compost per la totalitat de membres del grup. El tema va sobre la preparació d'un esmorzar amb comentaris sobre els ingredients, on s'hi barregen sons de fons com una cafetera que s'engega, el bacon que es cou, cereals que es vessen a un bol i música instrumental. Els sorolls de la cuina es van enregistrar a la cuina de Nick Mason. Es va gravar Alan Styles quan preparava l'esmorzar. La idea de la peça va provenir de Waters experimentant amb el ritme del degoteig d'una aixeta, que va combinar els efectes de so i el diàleg que va registrar Mason a la seva cuina amb peces musicals enregistrades a Abbey Road. El LP original acaba amb el so del degoteig d'una aixeta que va sonant a la ranura interna, i per tant, si no es para el toca-discs, segueix sonant indefinidament.

## Directe
Una versió lleugerament refeta va ser interpretada en directe el 22 de desembre de 1970 al Sheffield City Hall, a Sheffield, Anglaterra, amb els membres de la banda fent una pausa entre tema i tema per a menjar i beure's l'esmorzar.

## Crèdits
- David Gilmour – guitarra i baix a Morning Glory
- Richard Wright – piano
- Roger Waters – efectes sonors
- Nick Mason - bateria, percussions, efectes sonors.
- Alan Styles – veu, efectes sonors